# Semiothisa praegrandis
Semiothisa praegrandis är en fjärilsart som beskrevs av Max Joseph Bastelberger 1907. Semiothisa praegrandis ingår i släktet Semiothisa och familjen mätare. Inga underarter finns listade i Catalogue of Life.